# NGC 499
NGC 499 je čočková galaxie v souhvězdí Ryb. Od Země je vzdálená 178 milionů světelných let, její zdánlivá jasnost je 12,2m a úhlová velikost 1,7′ × 1,3′. Jedná se o galaxii s aktivním jádrem typu LINER, které obsahuje oblast slabě ionizovaného plynu. Je nejvýraznějším členem malé skupiny galaxií, která má označení LGG 24.

## Historie pozorování
Objekt objevil William Herschel 12. září 1784 současně s galaxiemi NGC 495 a NGC 496. NGC 499 později pozoroval i John Herschel a také Stéphane Javelle v roce 1899, podle jehož pozorování byla galaxie zařazena do katalogu IC jako IC 1686 s deklinací 1,7′ jižně od správné polohy.